# Molly Burnett
Molly Kathleen Burnett (Denver, 23 aprile 1988) è un'attrice e cantante statunitense.
È nota in particolare per aver interpretato il ruolo di Melanie Jonas nella soap opera Il tempo della nostra vita (Days of Our Lives), per il ruolo di Kelly Ann in Regina del sud e di Grace Muncy in Law & Order - Unità vittime speciali.

## Biografia
Molly Burnett è la primogenita di Katie e David Burnett, ed è cresciuta a Denver nel sobborgo di Littleton, in Colorado, assieme a suo fratello minore Will.
Mentre frequentava la Littleton High School, ha recitato in molti spettacoli sia nelle scuole che in compagnie teatrali a Denver. I primi ruoli importanti sono stati per A Midsummer Night's Dream, Noises Off e il ruolo di protagonista in Annie .
Dopo essersi diplomata con la lode alla Littleton High School, Molly si è iscritta al Wagner College, una scuola privata di arti liberali a Staten Island.

### Carriera
Nel 2008, Molly Burnett ha ottenuto il ruolo della protagonista Melanie Jonas nella soap opera Il tempo della nostra vita. Nel 2012, ha lasciato la soap opera ed ha cominciato ad interpretare piccoli ruoli in serie televisive trasmesse in prima serata, come CSI: NY e Major Crimes. Ha anche ottenuto il suo primo ruolo cinematografico, interpretando Ashley Bloom nel film di MTV, Man Ladies: A Made Movie. Ha poi interpretato Justine Gable nel film della serie Hallmark of Hall of Fame: This Magic Moment . Alla fine del 2015, Burnett ha interpretato in più episodi Nina Moore, in CSI: Cyber.
Burnett è tornata a recitare in Il tempo della nostra vita per un periodo di sei mesi alla fine del 2014 restando nella soap fino al 2016. A metà del 2016, ha temporaneamente recitato nel ruolo di Maxie Jones in General Hospital, ruolo che riprende temporaneamente nel 2018. Dal 2017 interpreta Kelly Anne nella serie statunitense Regina del Sud, restando nella serie fino al 2021. Dal 2022 al 2023 ha interpretato Grace Muncy nella serie televisiva Law & Order - Unità vittime speciali.

## Filmografia

### Cinema
- Un momento magico – film, regia di David S. Cass Sr. (2013)
- Hiker – film, regia di Freddie Smith (2015)
- The Wedding Party – film, regia di Kemi Adetiba (2016)
- Shattered – film, regia di Natasha Kermani (2017)

### Televisione
- Grey's Anatomy – serie TV, episodio 4x08 (2007)
- Ladies Man: A Made Movie – film, regia di Ryan Shiraki (2013)
- Life – serie TV, episodio 1x09 (2007)
- Il tempo della nostra vita – soap opera, 691 episodi (2008-2012, 2014-2016) – Melanie Layton Kiriakis Jonas
- True Blood – serie TV, 2 episodi (2009,2014)
- Buona fortuna Charlie – sitcom, episodio 1x11 (2010)
- Venice the Series – serie TV, 12 episodi (2011-2012)
- CSI: NY – serie TV, episodio 8x16 (2012)
- Cameras – serie TV (2012)
- Zach Stone Is Gonna Be Famous – serie TV, episodio 1x07 (2013)
- Major Crimes – serie TV, episodio 2x13 (2013)
- Addicts Anonymous – serie TV, 6 episodi (2013)
- Jessie – serie TV, episodi 2x26 e 4x02 (2013-2015)
- Longmire – serie TV, episodio 4x04 (2015)
- General Hospital – serie TV, 11 episodi (2016, 2018)
- CSI: Cyber – serie TV, 3 episodi (2015-2016)
- Relationship Status – serie TV, 7 episodi (2016-2017)
- Per amore di mia figlia – film, regia di Richard Gabai (2017)
- Regina del sud – serie TV, 31 episodi (2017-2021)
- The Lover in the Attic: A True Story – film, regia di Melora Walters (2018)
- FBI: Most Wanted - serie TV, episodio 3x12 (2022)
- Law & Order - Unità vittime speciali - serie TV, 21 episodi (2022-2023)
- Law & Order: Organized Crime - serie TV, episodio 3x22 (2023)

### Video musicali
- 2018 – Give Me Your Hand (di Shannon K)

## Doppiatrici italiane
Nelle versioni in italiano delle opere in cui ha recitato, Molly Burnettè stata doppiata da:
- Benedetta Degli Innocenti in Major Crimes
- Georgia Lepore in Regina del sud
- Lucrezia Marricchi in FBI: Most Wanted
- Chiara Gioncardi in Law & Order - Unità vittime speciali
- Mariagrazia Cerullo in Avvocato di difesa - The Lincoln Lawyer

## Riconoscimenti
Molly Burnett è stata nominata ai Daytime Emmy Award come miglior giovane attrice in una serie drammatica nel 2010 e nel 2012, e uno come migliore attrice non protagonista in una serie drammatica digitale nel 2018. ha inoltre ricevuto una nomination ai Gold Derby Awards nel 2012 per Il tempo della nostra vita.